# Université américaine de Biarritz
L'université américaine de Biarritz ou American University of Biarritz est l'une des trois universités mises en place par l'armée américaine après la Seconde Guerre mondiale pour assurer la formation académique de ses soldats.
Elle est active entre sa création le 10 août 1945 et sa dissolution le 8 mars 1946, et forme environ 10 000 soldats pendant sa période d'activité.
Elle a donné son nom à la « rue de l'Université Américaine » à Biarritz.

## Sources
- (en) George P. Schmidt et J. G. Umstattd, « The American Army University at Biarritz, France », Bulletin of the American Association of University Professors, vol. 32, no 2,‎ 1946, p. 303-316 (lire en ligne)
- (en) Hervie Haufler, « The Most Contented GIs in Europe », American History magazine,‎ 19 aout 1999 (lire en ligne)
- redhilllhc, « The Biarritz American University (The BAU) », WW2 People's War, sur BBC